# うな源
有限会社うな源（うなげん）は、かつて奈良県大和高田市に本社を置き、うなぎ料理専門店などを運営していた企業。

## 概要
1967年に創業し、1997年10月に法人へ改組。「うな源」の屋号でうなぎ料理専門店を運営していた他、テイクアウトや弁当の販売も手掛けていた。大和高田市に本店を構えていた他、近鉄百貨店（奈良店・橿原店）、あべのハルカス、大和西大寺駅の駅ナカにも出店していた。うなぎ加工品に関しては、大和高田市のふるさと納税返礼品にも選定されていた。
しかし、販売したうなぎ加工品について不適正表示があったのではないかという匿名情報があり、近畿農政局は2020年11月から2022年1月25日まで食品表示法に基づく立入検査を実施。立入検査の結果、原材料の中国産うなぎを国産うなぎと偽る産地偽装を行っていたことや、2020年4月から11月までの間に産地偽装を行ったうなぎ加工品15万8873個を販売していたことが明らかとなった。近畿農政局は2022年1月31日に、うな源に対して食品表示法に基づき、再発防止対策実施等の指示処分を下した。
うな源は、近畿農政局による立入検査期間中である2022年1月22日から店舗を順次閉店もしくは休業の処置を取ったが、産地偽装の発覚により営業再開は困難となった。このためうな源は、2022年2月8日までに事業を停止して事後処理を弁護士に一任。同年3月24日に関連会社であるM'S EELと共に奈良地方裁判所葛城支部から破産手続開始決定を受けた。負債総額は2社合計で3億3200万円。
大和高田市は、「うな源特製 活うなぎ蒲焼」を発送したふるさと納税で寄付した者に対して、希望すれば返金に応じるとしている。
2023年4月26日、大阪国税局は、令和2年9月末までの3年間に、1億8000万円余りの所得を隠し、法人税などあわせて4500万円余りを脱税した疑いで、この会社と森本猛央元社長を奈良地方検察庁に告発した。

## 営業していた店舗
- 大和高田本店
- 近鉄百貨店奈良店
- 近鉄百貨店橿原店
- あべのハルカス店
- 近鉄大和西大寺駅ナカ店